# Pierre Canisius
Pour les articles homonymes, voir Canisius et Saint Pierre.
Saint Pierre Canisius (en néerlandais : Peter D'Hondt), nommé aussi Pierre Kanis, né le 8 mai 1521 à Nimègue et mort à Fribourg le 21 décembre 1597, est un religieux néerlandais et l'un des premiers membres de la Compagnie de Jésus. Il passe l'essentiel de sa vie de prêtre jésuite en Allemagne et en Suisse. Auteur d'un catéchisme populaire, il s'attacha à réformer l'Église catholique et ainsi enrayer la progression du protestantisme.
Béatifié par Pie IX le 23 novembre 1864, puis déclaré Docteur de l'Église et canonisé par Pie XI le 21 mai 1925, jour de l'Ascension, à Rome. Il est liturgiquement commémoré par l'Église catholique le 21 décembre.
Après Saint Boniface au VIIIe siècle, il est considéré comme le second apôtre de l'Allemagne.

## Biographie

### Formation
Pierre Kanis est né à Nimègue aux Pays-Bas dans l'une de ces familles. Son père, Jacob Kanis, un riche bourgeois, est élu neuf fois bourgmestre de la ville. Il perd sa mère, Ægidia van Houweningen, peu après sa naissance.
Au temps où les idées de la Réforme se répandent en Europe du Nord, influençant fortement l'Occident chrétien, les familles catholiques cherchent à confirmer leur foi en l'Église de Rome.
En 1536, Pierre, âgé de 15 ans, est envoyé étudier à Cologne les « arts libéraux » et le droit civil entre autres. Alors qu'il mûrit la décision de devenir prêtre, il oriente ses études de théologie vers l'Écriture Sainte et les Pères de l'Église. Il passe une partie de 1539 à l'Université de Louvain, et en 1540 est reçu maître ès arts à Cologne.
Au printemps 1543, il rencontre Pierre Favre, premier compagnon d'Ignace de Loyola, qui, chargé d'une mission par le pape, séjourne à Mayence (voir :Diocèse de Mayence). Sous sa direction, il fait les « Exercices spirituels » durant trente jours. Il décide d'entrer dans la Compagnie de Jésus, où il est admis le 8 mai à St. Christoph (Mayence). Avec le soutien des moines chartreux de la chartreuse de Cologne, il fonde ensuite, à Cologne, la première maison de la Compagnie de Jésus en Allemagne. Leonard Kessel en est le supérieur religieux.
En 1546, Pierre Canisius est ordonné prêtre, et quitte, peu de temps après, Cologne pour l'Italie. L'année suivante, il participe au concile de Trente comme théologien du cardinal-évêque d'Augsbourg Othon Truchsess de Waldbourg.
Le concile étant ajourné, Ignace le rappelle à Rome, et lui fait accomplir son noviciat sous sa propre direction. Au printemps 1548, il est envoyé à Messine, avec un groupe de dix jésuites placé sous la direction de Jérome Nadal, pour y fonder le premier collège de la Compagnie. Il y enseigne le latin et la rhétorique.

### Missions en Allemagne et en Suisse

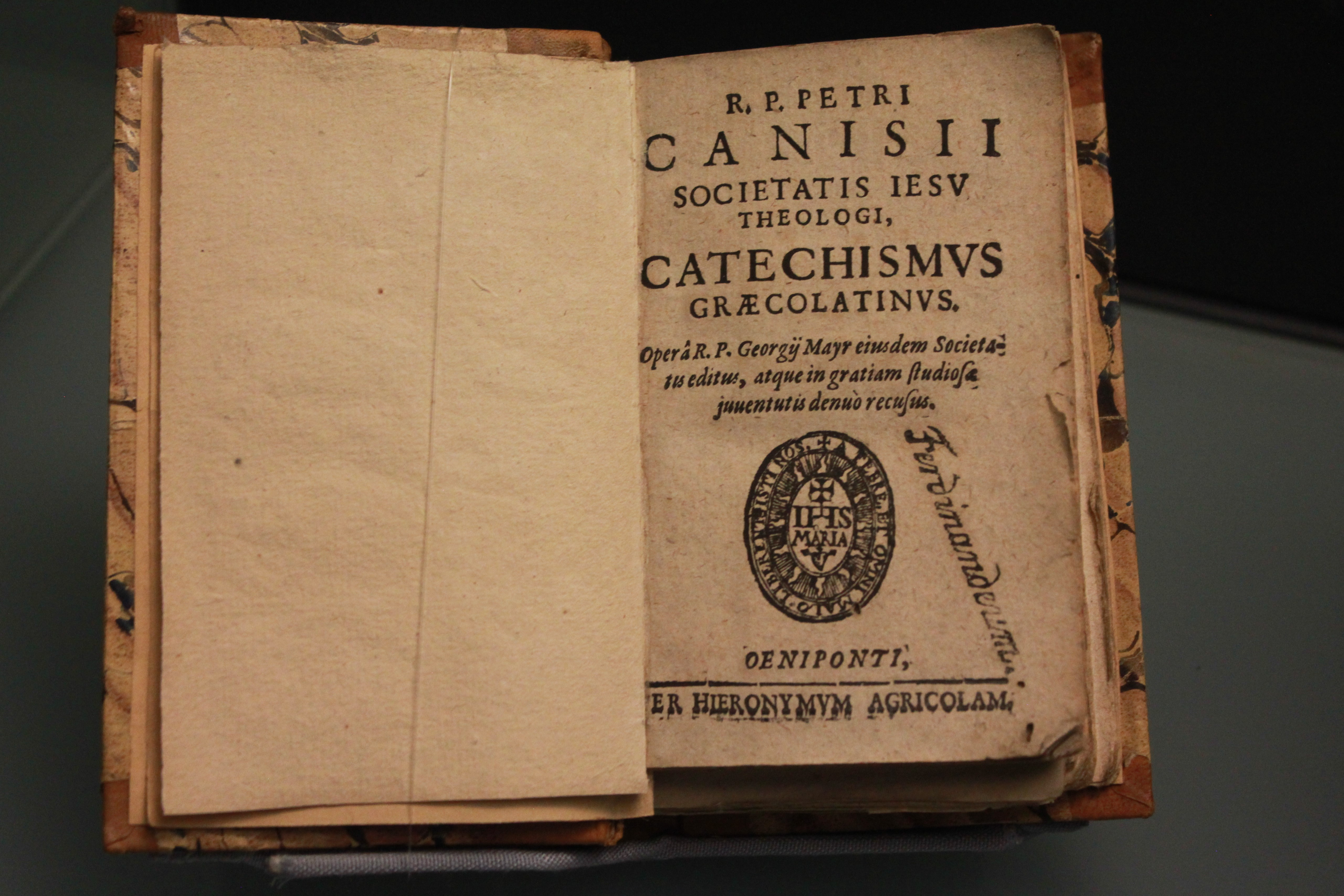
Édition ancienne du Catechismus de Canisius.

En 1549, le pape Paul III, qui répond à une demande du duc Guillaume IV de Bavière, l'envoie, avec Claude Le Jay et Alonso Salmeron, enseigner à l'Université d'Ingolstadt en Bavière, d'où, pendant trente ans, il déploie dans le Saint-Empire son activité en faveur de l'Église catholique alors menacée par sa propre décadence et par l'influence grandissante de la réforme protestante soutenue par des princes, qui cherchent, grâce à cette dernière, à acquérir une plus grande autonomie politique.
Le 7 septembre 1549, il prononce ses vœux solennels à Rome, entre les mains d'Ignace de Loyola. Puis, à Bologne, il se voit décerner le grade de docteur en théologie. En 1550, il est élu recteur de l'Université d'Ingolstadt. En 1552, Ignace l'envoie au nouveau collège de Vienne ; il prêche aussi à la cathédrale Saint-Étienne et à la cour du Roi des Romains Ferdinand Ier. Il refuse plusieurs fois l'archevêché de Vienne malgré les demandes insistantes du souverain auprès du pape Jules III. Il en sera quelque temps l'administrateur.
En 1555, il fait partie de la suite du roi des Romains Ferdinand Ier qui préside la diète d'Augsbourg. Durant l'hiver 1556-57, il devient le conseiller du roi des Romains à la diète de Ratisbonne. Désigné par les princes catholiques et sur ordre du pape, il prend part avec son assistant Nicolas Goudanus aux colloques religieux organisés à Worms. Champion du parti catholique, il s'oppose fréquemment à Melanchthon. Les protestants se divisent et doivent se retirer, en grande partie à cause de lui.

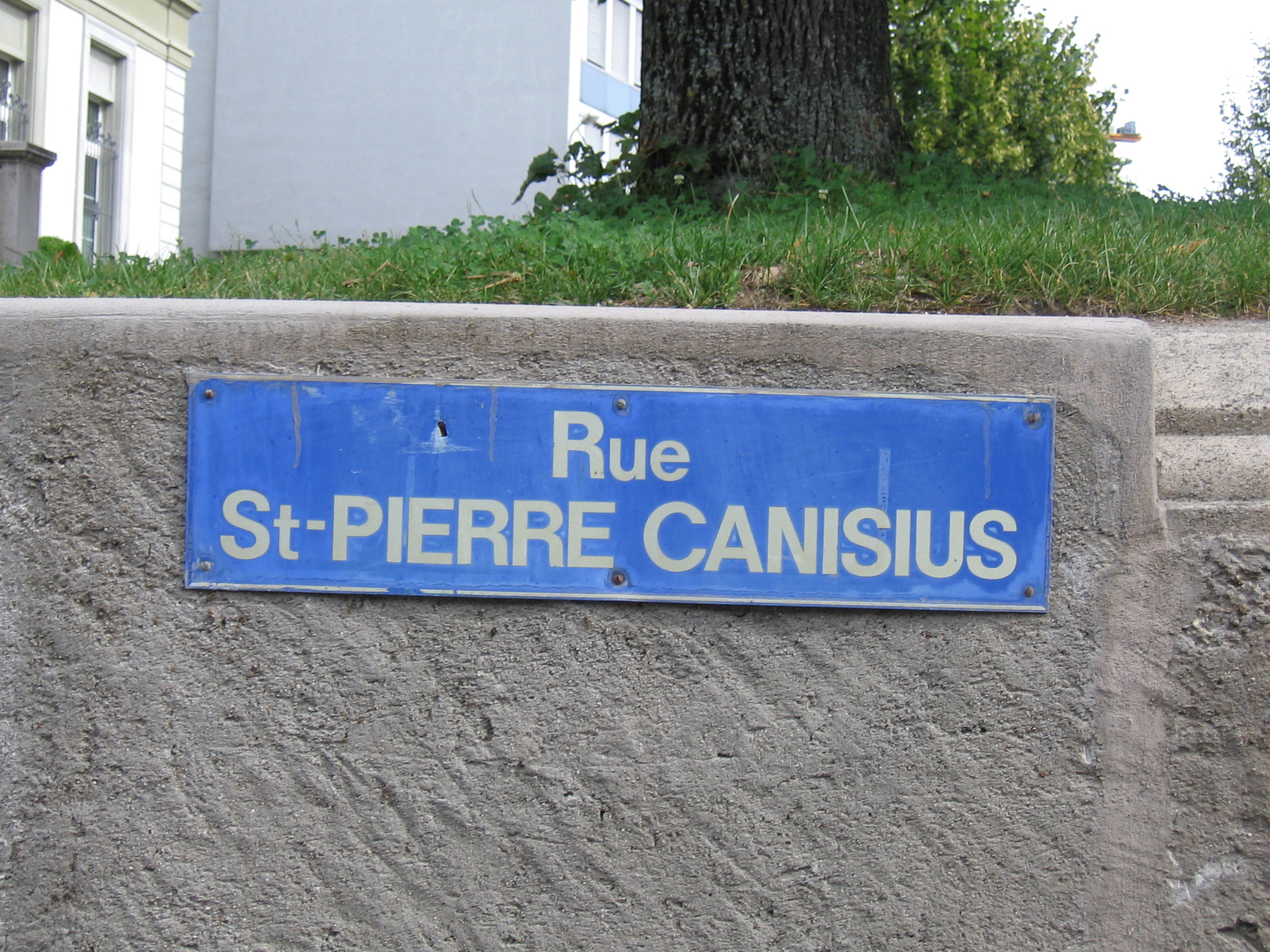
La rue Saint-Pierre Canisius, à Fribourg.

En 1556, Ignace de Loyola nomme Canisius « Supérieur provincial » des Jésuites de Haute-Allemagne (Souabe, Bavière, Bohême, Hongrie, Haute et Basse-Autriche). Premier provincial de la région, il le restera jusqu'en 1569. Durant ces années, il est directement ou indirectement responsable de la fondation de 18 collèges jésuites en Europe centrale, dont ceux d'Ingolstadt, de Prague, d'Augsbourg, et de Fribourg, en Suisse. Durant les mêmes années, il continue à enseigner dans plusieurs d'entre eux.
Il s'installe en 1580 à Fribourg, ville dans laquelle il fonde en 1582 le Collège St-Michel, fonde une congrégation de la Vierge à l'église Notre-Dame et y ouvre une imprimerie. C'est à Fribourg qu'il passe les dernières années de sa vie, il y meurt le 21 décembre 1597. Il est inhumé dans l'église Saint-Michel de Fribourg où sa tombe est toujours visible.

## Œuvres

### Le Grand Catéchisme

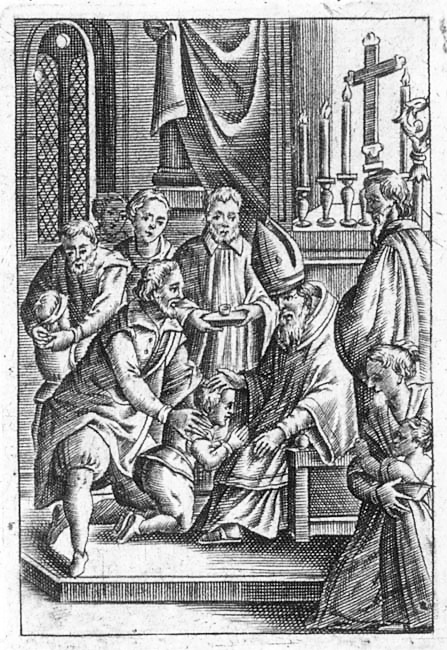
Die Firmung (La Confirmation) Gravure de Stich dans le Catéchisme de Canisius - édition de 1679.

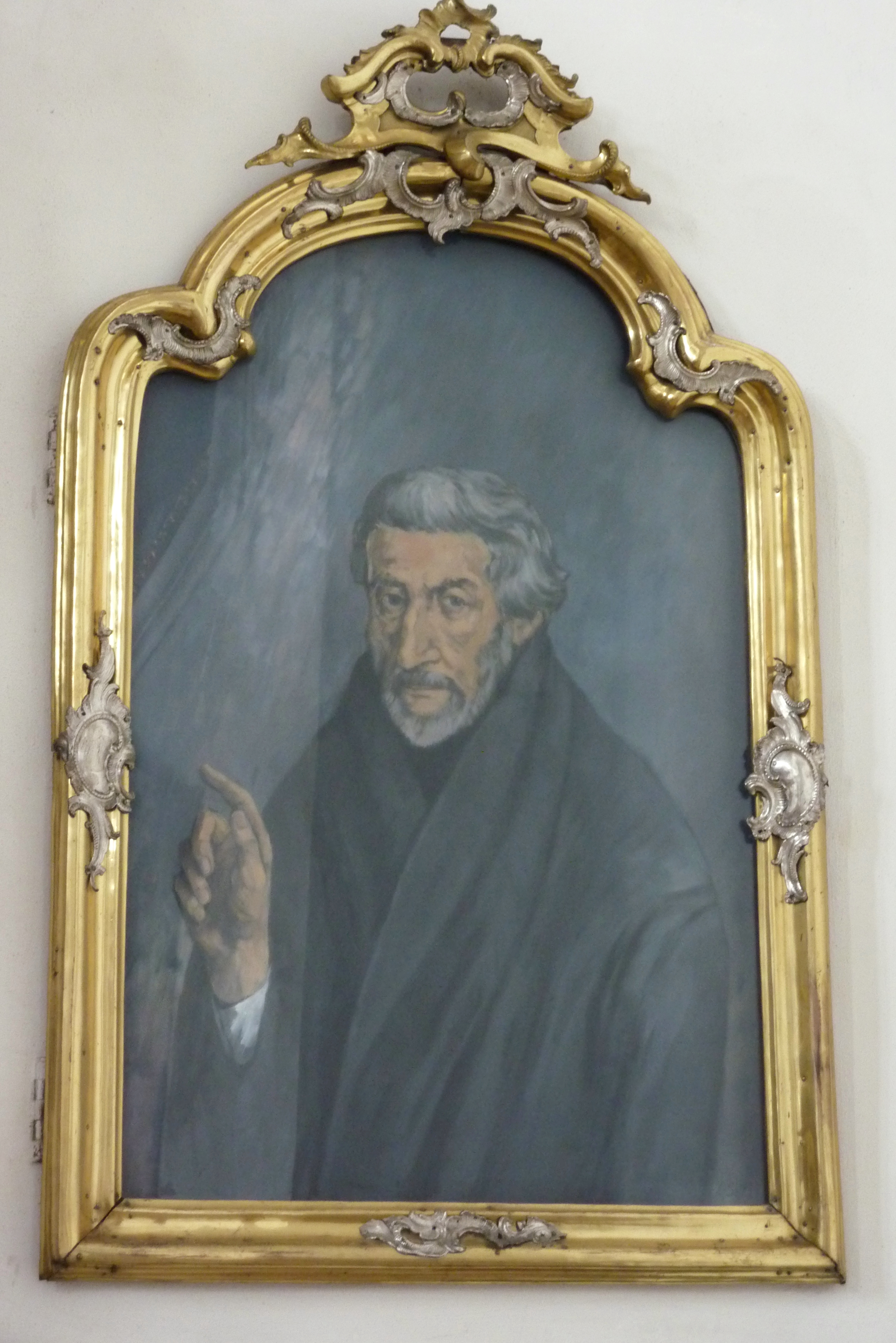
Pierre Canisius recommande la création d'une imprimerie à Fribourg.

Lors de ses nombreux voyages, il avait pu constater combien le Grand Catéchisme et le Petit Catéchisme composés par Luther en 1529, avaient comblé une attente chez les clercs et les laïcs. Il rédige donc, en 1554, pour l'enseignement de la religion, un précis : Summa doctrinae christianae..., connu sous le nom de Grand Catéchisme, et publié en latin, puis allemand et ensuite en plusieurs langues, notamment en français par l'abbé Adolphe-Charles Peltier en 1857. Il donne lui-même de cet ouvrage un abrégé, le Petit Catéchisme pour les enfants, vite populaire.
Il traduit également les Pères de l'Église.
S'il combat les doctrines de la Réforme, il est plein d'égards pour les réformateurs protestants. Conscient des faiblesses de l'Église catholique, il est convaincu que le « renouvellement » de l'Église (terme qu'il préfère à réforme), doit passer par la lutte contre l'ignorance du clergé et des fidèles.

### Écrits
Otto Braunsberger, jésuite allemand, a passé trente ans de sa vie, et visité toutes les bibliothèques importantes d'Europe pour rassembler et éditer la correspondance de Pierre Canisius. Les huit volumes de lettres et autres écrits du « saint Docteur de l'Église » sortent de presse entre 1896 et 1923. L'ensemble compte 7 550 pages.
- Otto Braunsberger (ed), Beati Petri Canisii Societatis Iesu Epistulae et Acta (8 vol.), Freiburg im Breisgau, Herder, 1896-1923, 7550pp.